# Au cœur d'Okavango
Pour les articles homonymes, voir Okavango (homonymie).
Au cœur d'Okavango (Okavango: The Wild Frontier) est une série télévisée américaine en 26 épisodes de 25 minutes, produite par Gibraltar Entertainment et diffusée en 1993 et 1994 en syndication.
En Belgique, au Luxembourg et en Lorraine elle a été diffusée dès 1993 sur RTL-TVI et RTL TV puis en France, elle a été diffusée dès le 17 septembre 1997 sur La Cinquième.

## Synopsis
La famille MacKenzie quitte Los Angeles pour partir vivre dans une réserve africaine, près du delta de l'Okavango au Botswana, et décide d'y rester pour protéger la faune sauvage qui disparaît progressivement. 

## Distribution
- Connie Nielsen : Lena
- Steve Kanaly : J.D. Helms
- Michele Scarabelli (en) : Jessica MacKenzie
- Wayne Crawford (en) : Jack MacKenzie
- Eddie Albert : Oncle Bill Scofield
- Lance Scott : Kyle MacKenzie
- Sandor Smit : Nealy MacKenzie
- Fats Bookholane : Two Days
- John Denos : Tom

## Épisodes
1. L'héritage
2. Le rhinocéros noir
3. Le prix du progrès
4. Au nom de la liberté
5. Un être détestable
6. Plus de peur que de mal
7. Les braconniers
8. Pour une poignée d'oranges
9. Les retrouvailles
10. Cas de force majeure
11. Le chaman
12. Les intrigues de JD
13. Le guépard en colère
14. La bataille d'Okavango
15. Courageuse Jessica
16. La loi de la jungle
17. Trahison
18. Devine qui vient pour Noël
19. À la recherche du père Noël
20. Déchets toxiques
21. Rebelle
22. Œil pour œil
23. Jack fait du cinéma
24. Un papa désinvolte
25. Guerre ouverte
26. Le bal du gouverneur